# 限界突破×サバイバー
「限界突破×サバイバー」（げんかいとっぱ サバイバー）は、2017年10月25日に発売された氷川きよしの32枚目のシングル。

## 概要
フジテレビ系テレビアニメ『ドラゴンボール超』の2期オープニングテーマ。最終話（第131話）を除く宇宙サバイバル編（第77話 - 第130話まで）で起用され、2020年11月より本人が出演するバンダイナムコエンターテインメントアプリゲーム『ドラゴンボール レジェンズ』限界突破キャンペーンのCMソングに起用された。
2017年2月15日に配信限定シングルとして同曲のTVサイズ・バージョン（85秒）が先行リリースされていたが、フルコーラス・バージョンとなるCDシングルと配信シングルは共に同年10月25日にリリースされた。CDジャケットには身勝手の極意"兆"に覚醒した孫悟空が描かれている。
初回生産限定特典にはアニメ「ドラゴンボール超」のキャラクターデザインを担当したアニメーターの山室直儀の書き下ろしによる超サイヤ人をイメージした氷川のイラストが描かれたトレーディングカードアーケードゲーム「スーパードラゴンボールヒーローズ」・ヒーローズアバターカードが同梱された。
氷川が2018年12月13日・14日に東京国際フォーラムホールAにて開催された「氷川きよしスペシャルコンサート2018〜きよしこの夜 Vol.18〜」で「限界突破×サバイバー」を歌ったときの映像が2019年5月、日本コロムビアの公式YouTubeアカウントによって公開されると、公開から約10日で再生回数100万回を突破した。同年5月18日にはTwitterのトレンドワードで日本1位・世界4位を記録した。

## 収録曲
1. 限界突破×サバイバー [3:52]
作詞：森雪之丞、作曲：岩崎貴文、編曲：籠島裕昌
作詞は吉井和哉の歌唱による『ドラゴンボール超』1期オープニングテーマ「超絶☆ダイナミック!」に引き続き、森雪之丞が担当。氷川きよしにとっては初のアニメソングで[6]、野沢雅子との対談では「アニメソングをずっと歌いたかったので念願が叶った。」とコメントしている[7]。
2. 限界突破×サバイバー（カラオケ）[3:53]
3. 限界突破×サバイバー （インストゥルメンタル・A）[1:28]
作曲：岩崎貴文、編曲：住友紀人
4. 限界突破×サバイバー （インストゥルメンタル・B）[1:36]
作曲：岩崎貴文、編曲：住友紀人
5. 限界突破×サバイバー （インストゥルメンタル・C）[2:29]
作曲：岩崎貴文、編曲：住友紀人
6. 限界突破×サバイバー （サブタイトル）[0:12]
作曲：岩崎貴文、編曲：住友紀人
7. 限界突破×サバイバー （予告）[0:31]
作曲：岩崎貴文、編曲：住友紀人

## NHK紅白歌合戦歌唱歴
| 年度/放送回               | 歌唱回数 | 備号                                                           |
| ------------------------- | -------- | -------------------------------------------------------------- |
| 2019年 (令和元年) /第70回 | 初       | 「紅白限界突破スペシャルメドレー」の1曲として披露 トリ前で歌唱 |
| 2020年 (令和2年) /第71回  | 2        | 単独披露 トリ前で歌唱                                          |
| 2022年 (令和4年) /第73回  | 3        | 特別出場 音楽活動休止前最後に歌唱された楽曲。                  |

## カバー
- のはーな(南野巴那)（にほんごであそぼ、2022年）[8]